# Эмери, Стивен Альберт
Стивен Альберт Эмери (англ. Stephen Albert Emery; 4 октября 1841, Парис, штат Мэн — 15 апреля 1891, Бостон) — американский композитор и музыкальный педагог.
Сын юриста. Получил первоначальное музыкальное образование в Портленде, затем в 1862—1864 годах учился в Лейпцигской консерватории у Морица Гауптмана, Э. Ф. Рихтера, Луи Плайди, Б. Р. Папперица; занимался также в Дрездене у Фрица Шпиндлера. Вернувшись в США, в 1866 году обосновался в Бостоне и в 1867 году с основанием Консерватории Новой Англии стал преподавать в ней, оставаясь в этом качестве до конца жизни и являясь, по мнению современников, одним из ведущих специалистов страны — в том числе и как нравственный пример способности «проникать в сердца американских студентов». Одновременно Эмери вёл курс гармонии и контрапункта в Бостонском университете, сотрудничал в качестве музыкального обозревателя с изданием Musical Herald.
Композиторское наследие Эмери насчитывает около 150 сочинений, среди которых преобладают фортепианные и вокальные. Ему принадлежат также два учебных пособия: «Основы гармонии» (англ. Elements of Harmony; 1899) и «Начальные этапы фортепианной игры» (англ. Foundation Studies in Pianoforte Playing).